# Tirozol
Tirozol je prirodni fenolni antioksidans prisutan u mnoštvu prirodnih izvora. Glavni izvor u ljudskoj ishrani je maslinovo ulje. On je takođe jedan od glavnih prirodnih fenola u araganskom ulju.
Tirozol je derivat fenetil alkohola.
Kao antioksidans, tirozol može da zaštiti ćelije protiv povreda usled oksidacije. Mada on nije potentan kao drugi antioksidansi prisutni u maslinovom ulju, njegova visoka koncentracija i dobra biodostupnost indiciraju da on sveukupno može da ima znatan uticaj.
U maslinovom ulju, tirozol formira estre sa masnim kiselinama.